# Nostima kondembaiensis
Nostima kondembaiensis är en tvåvingeart som beskrevs av Canzoneri 1986. Nostima kondembaiensis ingår i släktet Nostima och familjen vattenflugor.
Artens utbredningsområde är Sierra Leone. Inga underarter finns listade i Catalogue of Life.